# Rosse (cràter)
|  | No s'ha de confondre amb Rosa (cràter) o Ross (cràter). |

Rosse és un cràter d'impacte de la Lluna en forma de bol situat a la part sud de la Mare Nectaris. Al sud-oest hi ha el gran cràter inundat de lava Fracastorius.

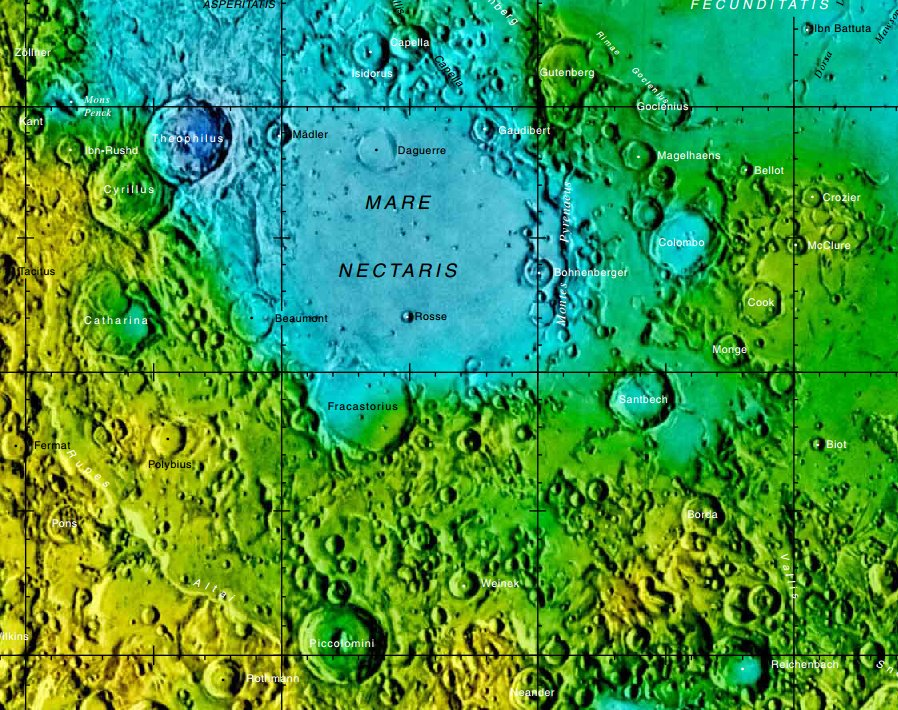
Localització de Rosse (centre de la imatge)
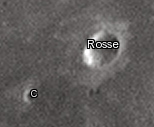
Cràters satèl·lit

L'interior del cràter té una albedo més alta que la mar lunar circumdant, per la qual cosa és fàcilment visible. Encara que no té el seu propi sistema de marques radials, els raigs del distant cràter Tycho el travessen. Petites crestes s'aixequen sobre la mare entre Rosse i Fracastorius, situat al sud-oest.

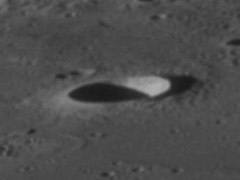
Fotografia de l'Apollo 11
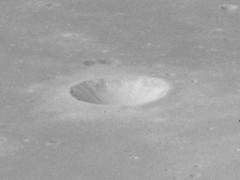
Fotografia de l'Apollo 16

## Cràters satèl·lit
Per convenció aquests elements són identificats en els mapes lunars posant la lletra en el costat del punt central del cràter que està més proper a Rosse.
| Rosse | Coordenades                          | Diàmetre |
| ----- | ------------------------------------ | -------- |
| C     | 18° 30′ S, 34° 24′ E / 18.5°S,34.4°E | 5 km     |